# エスタミー・ウレーニャ
エスタミー・ガブリエル・ウレーニャ（英: Estamy Gabriel Urena、1999年5月27日 - ）は、ドミニカ共和国サントドミンゴ出身のプロ野球選手（内野手、外野手）。右投右打。メキシカンリーグのプエブラ・パロッツ所属。

## 経歴

### プロ入り後
2016年7月2日にミネソタ・ツインズと契約してプロ入り。
2017年と2018年の2年間は、ルーキーリーグでプレー。
2019年は傘下A級シーダーラピッズ・カーネルズで43試合に出場して、打率.225、1本塁打、11打点の成績を残したが、7月4日に自由契約となった。

### 巨人時代

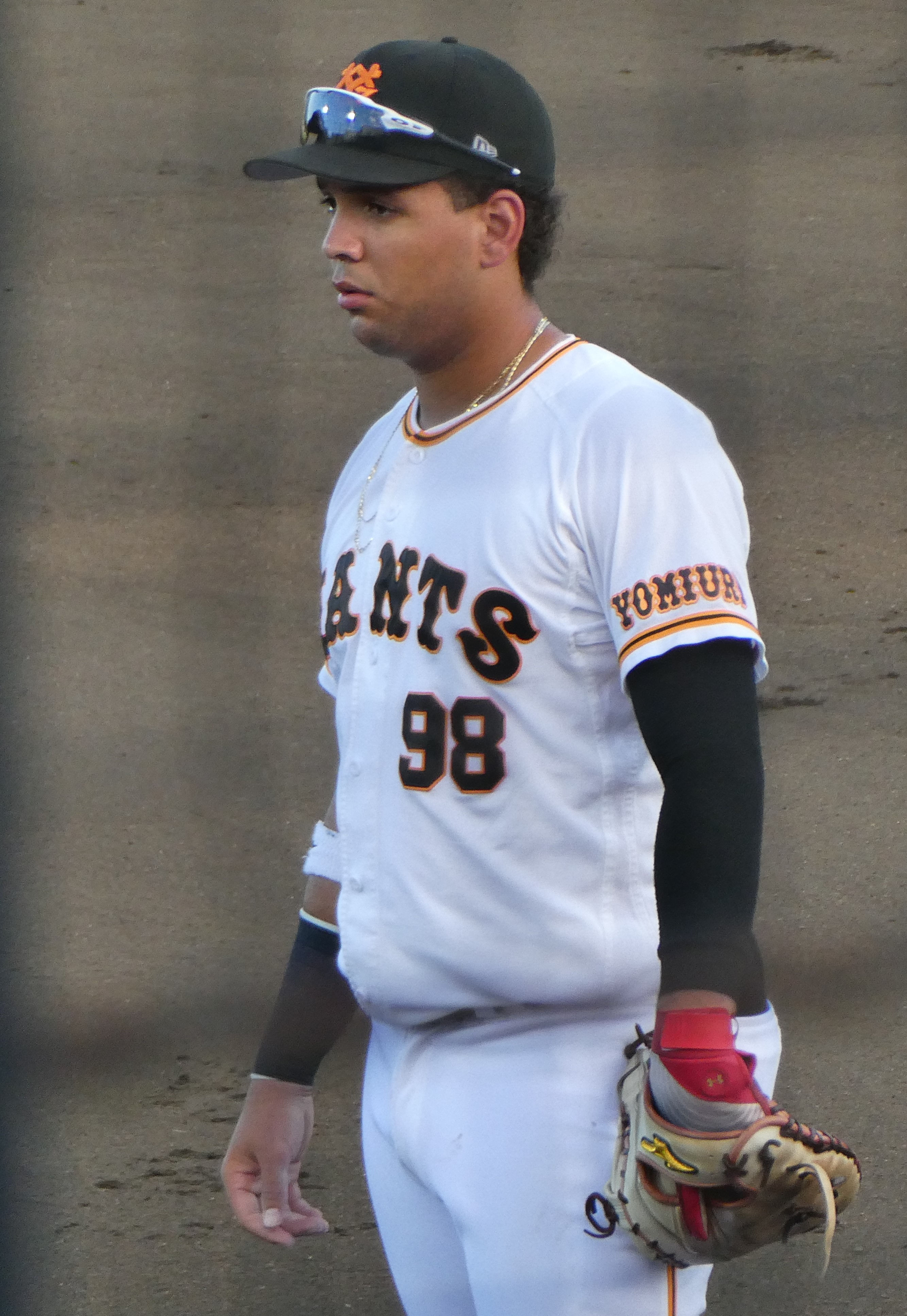
2021年8月10日 読売ジャイアンツ球場

2019年11月にドミニカ共和国で読売ジャイアンツが実施したトライアウトを受験し、当時の二軍監督だった阿部慎之助に見出され合格となった。12月2日、読売ジャイアンツと育成契約に合意し入団。背番号は026、推定年俸は260万円。
2020年3月11日、シーズン初の一軍オープン戦となる福岡ソフトバンクホークス戦に「9番・指名打者」で出場。その後、9月16日までの二軍戦（イースタン・リーグ）51試合に出場し、打率.297、チームトップの11本塁打、リーグトップの35打点の成績を残し、9月17日に支配下選手登録された。背番号は98。推定年俸は500万円となった。9月23日の対広島東洋カープ15回戦（東京ドーム）で一軍初出場。27日の対中日ドラゴンズ21回戦（東京ドーム）に「7番・左翼手」で初先発出場し、6回裏に谷元圭介から初安打を記録した。オフに、推定年俸1000万円で残留することが発表された。
2021年は二軍戦86試合に出場し、打率.249、10本塁打、42打点の成績を残したが、一軍では4試合の出場に終わった。11月15日、育成契約への移行を前提として自由契約とすることを通告された。12月28日に、推定年俸9万ドル（990万円）で育成選手として再契約したことが発表された。背番号は098に変更された。
2022年はイースタン・リーグで松本友と並ぶ57打点を記録し、打点王のタイトルを獲得したが、10月3日に翌年の契約を結ばないことが球団より発表された。

### 楽天時代
2022年11月16日、東北楽天ゴールデンイーグルスに育成選手として入団することが発表された。背番号は138。推定年俸は990万円。

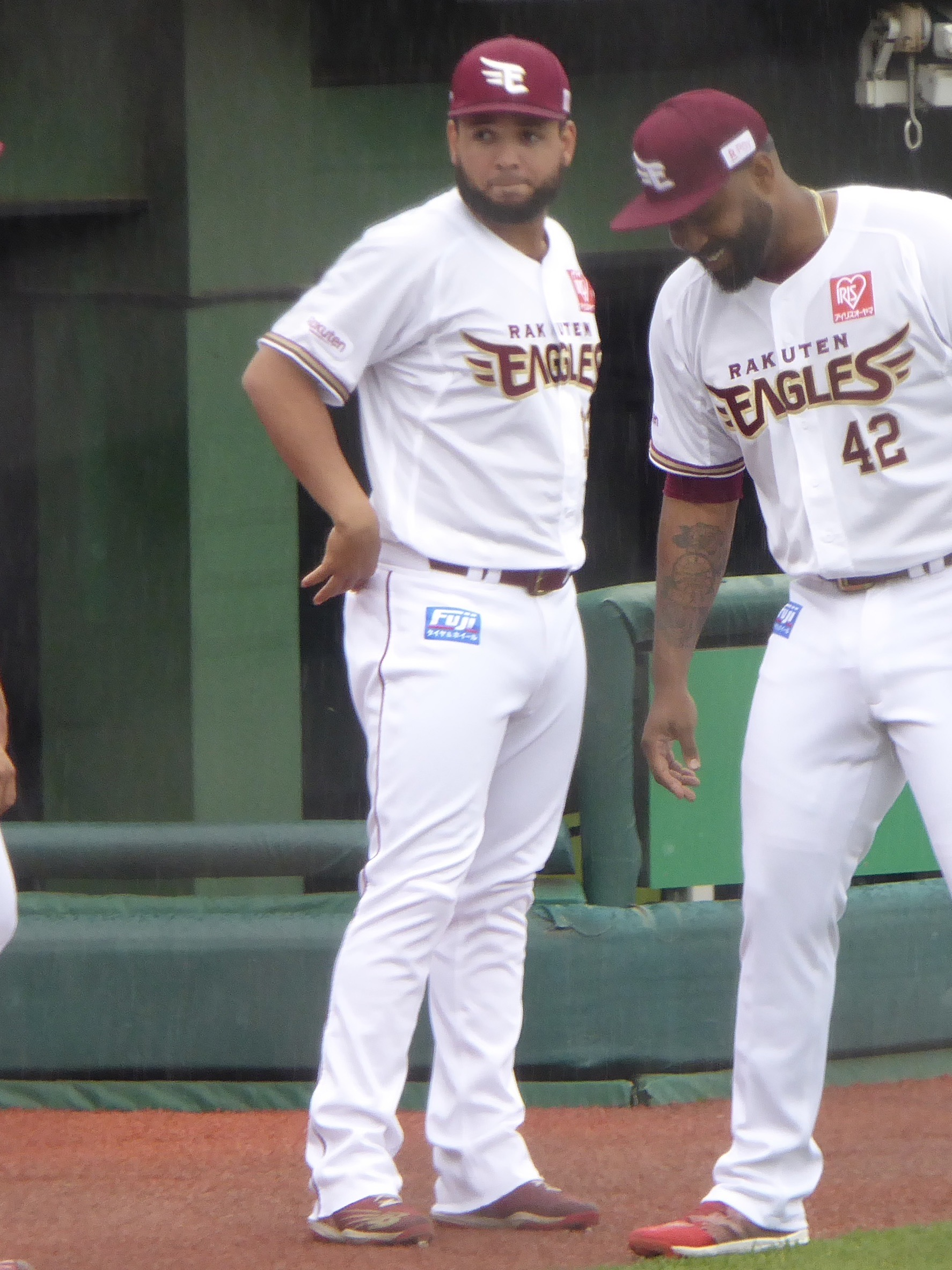
2023年4月14日 楽天モバイルパーク宮城

2023年は、イースタン・リーグで66試合に出場し、打率.242、5本塁打、18打点の成績で、一軍出場機会はなかった。10月11日に戦力外通告を受けた。

### 巨人復帰
2023年11月28日、読売ジャイアンツが再び育成選手として獲得したことを発表した。背番号は2022年と同じ098。再獲得に際しては、一軍監督となった阿部からの要望があったという。推定年俸は650万円。
2024年は、二軍で4月までに打率.244、2本塁打の成績を残し、4月19日に支配下登録への復帰が発表された。背番号は2021年までと同じ98となった。一軍では7試合に出場し、7打数無安打に終わり、12月2日に自由契約となった。

### メキシカンリーグ時代
2024年11月22日にリーガ・メヒカーナ・デ・ベイスボル（メキシカンリーグ）のプエブラ・パロッツと契約を結んだ。

## 選手としての特徴・人物
パンチ力が持ち味の右の長距離打者。守備では一塁、二塁、三塁、左翼をこなせる。
愛称は「ウレ」、「にゃ」。
幼少期に憧れた選手はホセ・レイエスとハンリー・ラミレスで、対戦して最も衝撃を受けた選手はアーロン・ジャッジとジャンカルロ・スタントン。

## 詳細情報

### 年度別打撃成績
| 年 度     | 球 団     | 試 合 | 打 席 | 打 数 | 得 点 | 安 打 | 二 塁 打 | 三 塁 打 | 本 塁 打 | 塁 打 | 打 点 | 盗 塁 | 盗 塁 死 | 犠 打 | 犠 飛 | 四 球 | 敬 遠 | 死 球 | 三 振 | 併 殺 打 | 打 率 | 出 塁 率 | 長 打 率 | O P S |
| --------- | --------- | ----- | ----- | ----- | ----- | ----- | -------- | -------- | -------- | ----- | ----- | ----- | -------- | ----- | ----- | ----- | ----- | ----- | ----- | -------- | ----- | -------- | -------- | ----- |
| 2020      | 巨人      | 11    | 20    | 18    | 0     | 3     | 0        | 0        | 0        | 3     | 0     | 0     | 0        | 0     | 0     | 2     | 0     | 0     | 8     | 0        | .167  | .250     | .167     | .417  |
| 2021      | 巨人      | 4     | 5     | 5     | 0     | 0     | 0        | 0        | 0        | 0     | 0     | 0     | 0        | 0     | 0     | 0     | 0     | 0     | 3     | 0        | .000  | .000     | .000     | .000  |
| 2024      | 巨人      | 7     | 8     | 7     | 0     | 0     | 0        | 0        | 0        | 0     | 0     | 0     | 0        | 0     | 0     | 1     | 0     | 0     | 4     | 0        | .000  | .125     | .000     | .125  |
| 通算：3年 | 通算：3年 | 22    | 33    | 30    | 0     | 3     | 0        | 0        | 0        | 3     | 0     | 0     | 0        | 0     | 0     | 3     | 0     | 0     | 15    | 0        | .100  | .182     | .100     | .282  |

- 2024年度シーズン終了時

### 年度別守備成績
| 年 度 | 球 団 | 一塁  | 一塁  | 一塁  | 一塁  | 一塁  | 一塁     | 二塁  | 二塁  | 二塁  | 二塁  | 二塁  | 二塁     | 三塁  | 三塁  | 三塁  | 三塁  | 三塁  | 三塁     | 外野  | 外野  | 外野  | 外野  | 外野  | 外野     |
| 年 度 | 球 団 | 試 合 | 刺 殺 | 補 殺 | 失 策 | 併 殺 | 守 備 率 | 試 合 | 刺 殺 | 補 殺 | 失 策 | 併 殺 | 守 備 率 | 試 合 | 刺 殺 | 補 殺 | 失 策 | 併 殺 | 守 備 率 | 試 合 | 刺 殺 | 補 殺 | 失 策 | 併 殺 | 守 備 率 |
| ----- | ----- | ----- | ----- | ----- | ----- | ----- | -------- | ----- | ----- | ----- | ----- | ----- | -------- | ----- | ----- | ----- | ----- | ----- | -------- | ----- | ----- | ----- | ----- | ----- | -------- |
| 2020  | 巨人  | 4     | 14    | 1     | 1     | 0     | .938     | -     | -     | -     | -     | -     | -        | 1     | 0     | 0     | 0     | 0     | .---     | 5     | 2     | 0     | 0     | 0     | 1.000    |
| 2021  | 巨人  | 2     | 9     | 1     | 0     | 0     | 1.000    | 1     | 1     | 1     | 0     | 0     | 1.000    | -     | -     | -     | -     | -     | -        | -     | -     | -     | -     | -     | -        |
| 2024  | 巨人  | 1     | 5     | 0     | 0     | 0     | 1.000    | -     | -     | -     | -     | -     | -        | 1     | 0     | 0     | 0     | 0     | ----     | -     | -     | -     | -     | -     | -        |
| 通算  | 通算  | 7     | 28    | 2     | 1     | 0     | .968     | 1     | 1     | 1     | 0     | 0     | 1.000    | 2     | 0     | 0     | 0     | 0     | .---     | 5     | 2     | 0     | 0     | 0     | 1.000    |

- 2024年度シーズン終了時

### 記録
初記録
- 初出場・初打席：2020年9月23日、対広島東洋カープ15回戦（東京ドーム）、6回裏に松原聖弥の代打で出場、中村恭平から一邪飛
- 初先発出場：2020年9月27日、対中日ドラゴンズ21回戦（東京ドーム）、「7番・左翼手」で先発出場
- 初安打：同上、6回裏に谷元圭介から右前安打

### 背番号
- 026（2020年 - 同年9月16日）
- 98（2020年9月17日 - 2021年、2024年4月19日 - 同年終了）
- 098（2022年、2024年 - 同年4月18日）
- 138（2023年）